# Lysidice ninetta
Lysidice ninetta é uma espécie de anelídeo pertencente à família Eunicidae.
A autoridade científica da espécie é Audouin & Milne-Edwards, tendo sido descrita no ano de 1833.
Trata-se de uma espécie presente no território português, incluindo a sua zona económica exclusiva.